# Albany (Oklahoma)
Albany es un lugar designado por el censo ubicado en el condado de Bryan  en el estado estadounidense de Oklahoma. En el año 2010 tenía una población de 	143 habitantes y una densidad poblacional de 13,24 personas por km².

## Geografía
Albany se encuentra ubicado en las coordenadas 33°52′49.73″N 96°9′51.77″O / 33.8804806, -96.1643806 (33.880481° 	-96.164382°). Según la Oficina del Censo de los Estados Unidos, Albany tiene una superficie total de 4,155 mi² (10,8 km²), de la cual 4,106 mi² (10,6 km²) corresponden a tierra firme y 0,049 mi² (0,1 km²) es agua.